# 法比奥拉·吉亞諾提

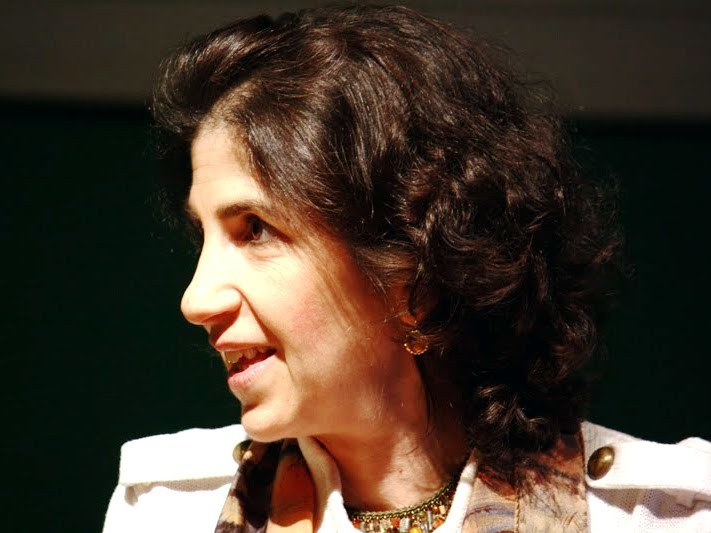
法比奥拉·吉亚诺蒂

法比奥拉·吉亚诺蒂（義大利語：Fabiola Gianotti，1960年10月29日—），意大利粒子物理学家，自2013年以来担任欧洲核子研究组织（CERN）总干事。2012年获基礎物理學突破獎。

## 生平
從2009至2013年，她是位于瑞士日内瓦的歐洲核子研究組織（CERN）的大型強子對撞器（LHC）所配備的七大實驗偵測器之一——超環面儀器ATLAS的发言人（即总协调人）。
吉亚诺蒂1989年从意大利米兰大学获得实验亚核物理学博士学位，她1987年就加入了欧洲核子研究中心，曾参与过大型正负电子对撞机（LEP）的UA2和ALEPH等实验。
2011年3月，法比奥拉·吉亚诺蒂被英国著名《衛報》（The Guardian）评选为“最鼓舞人心的女性前100名”。
她自2015年以来在爱丁堡大学的彼得·希格斯理论物理学中心担任客座教授。
2016年1月1日期，法比奥拉·吉亚诺蒂将担任欧洲核子研究中心（CERN）的第16届主任，也是担任职位的第一位女性，任期为五年。